# Yevgeniy Aldonin
Yevgeniy Valerievich Aldonin - em russo, Евгений Валерьевич Алдонин (Alupka, 22 de janeiro de 1980) é um ex-futebolista russo que atuava como volante.

## Carreira em clubes
Se profissionalizou no Rotor Volgogrado, em 1997, atuando inicialmente pelo time B, marcando 1 gol em 9 partidas disputadas. Promovido ao elenco principal em 1999, não chegou a jogar e permaneceu no Rotor-2 até 2000, quando passou a ser mais utilizado na equipe de cima do Rotor - sua estreia foi em abril de 2000, contra o Krylya Sovetov. Em 5 temporadas na equipe de Volgogrado, Aldonin disputou 102 partidas oficiais e marcou 6 gols.

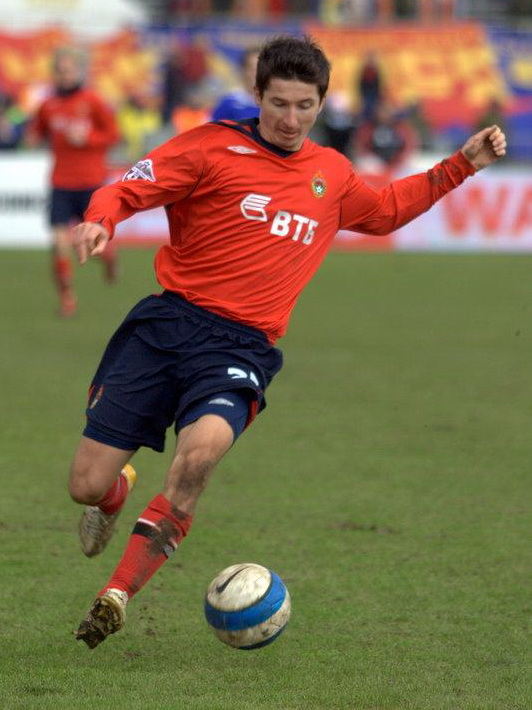
Aldonin no CSKA Moscou, equipe onde atuou por 9 anos.

Sua melhor fase foi quando atuou no CSKA Moscou, vencendo 12 títulos, com destaque para a Copa da UEFA de 2004–05. Em sua última temporada pelos Krasno-sinie, Aldonin não foi utilizado e foi emprestado ao Mordoviya Saransk, onde jogou 22 partidas (21 pela primeira divisão e uma pela Copa da Rússia). Passou ainda uma temporada no Volga Nizhny Novgorod, integrando o elenco rebaixado para a segunda divisão de 2014–15. O volante desmentiu os rumores de que havia abandonado o futebol de alto nível e que teria perdido a motivação para seguir atuando, garantindo que pretendia continuar atuando profissionalmente, mas não encontrou outro clube para seguir com a carreira.
Aldonin manteve-se em atividade jogando campeonatos amadores até 2017, quando assinou com o Zorkiy Krasnogorsk, equipe da terceira divisão russa que foi também a última do volante como atleta profissional.

## Seleção Russa
Nascido em Alupka, na península da Crimeia (até então pertencente à Ucrânia), Aldonin foi considerado elegível para jogar na Seleção Ucraniana e registrado como atleta do país em 1998, mas a Associação Ucraniana de Futebol não mostrou interesse no volante, que foi convocado por Valeriy Gazzayev em 2001 para a seleção juvenil da Rússia, embora não tenha jogado nenhuma partida.
Sua estreia pela seleção prinicipal foi em agosto de 2002, contra a Suécia, recebendo elogios dos jornalistas após o empate por 1 a 1. Suas atuações o levaram a disputar a Eurocopa de 2004, realizada em Portugal, atuando em 2 partidas - contra a seleção anfitriã, foi substituído por Viatcheslav Malafeyev após o goleiro titular Sergey Ovchinnikov ser expulso. A equipe terminaria eliminada na primeira fase, com 2 derrotas e uma vitória, sobre a futura campeã Grécia, onde Aldonin não atuou..
Chegou a ser nomeado capitão da seleção em agosto de 2006 para o jogo contra a Letônia, tendo atuado pela última vez em fevereiro do ano seguinte, contra os Países Baixos. O volante ainda chegou a ser convocado para as partidas contra Finlândia e Argentina, mas não foi utilizado em ambas.

## Pós-aposentadoria
Entre 2020 e 2022, Aldonin trabalhou como auxiliar-técnico no Torpedo Moscou e no Rotor Volgogrado

## Títulos
CSKA Moscou
- Premier League Russa: 2005, 2006
- Copa da Rússia: 2004–05, 2005–06, 2007–08, 2008–09, 2010–11
- Supercopa da Rússia: 2004, 2006, 2007, 2009
- Copa da UEFA: 2004–05